# New York Jets 2009
La stagione 2009 dei New York Jets è stata la 40ª della franchigia nella National Football League, la 50ª complessiva. Fu anche la prima stagione con Rex Ryan come capo-allenatore e l'ultima disputata al Giants Stadium. Il giorno del draft 2009 la squadra cedette diverse scelte ai Cleveland Browns per salire alla quinta posizione e chiamare il quarterback da USC Mark Sanchez. I Jets terminarono al secondo posto della division con un record di 9-7, tornando a qualificarsi per i playoff, dove nei primi due turni batterono i Cincinnati Bengals e i San Diego Chargers. Furono eliminati dagli Indianapolis Colts nella finale dell'American Football Conference.

## Scelte nel Draft 2009

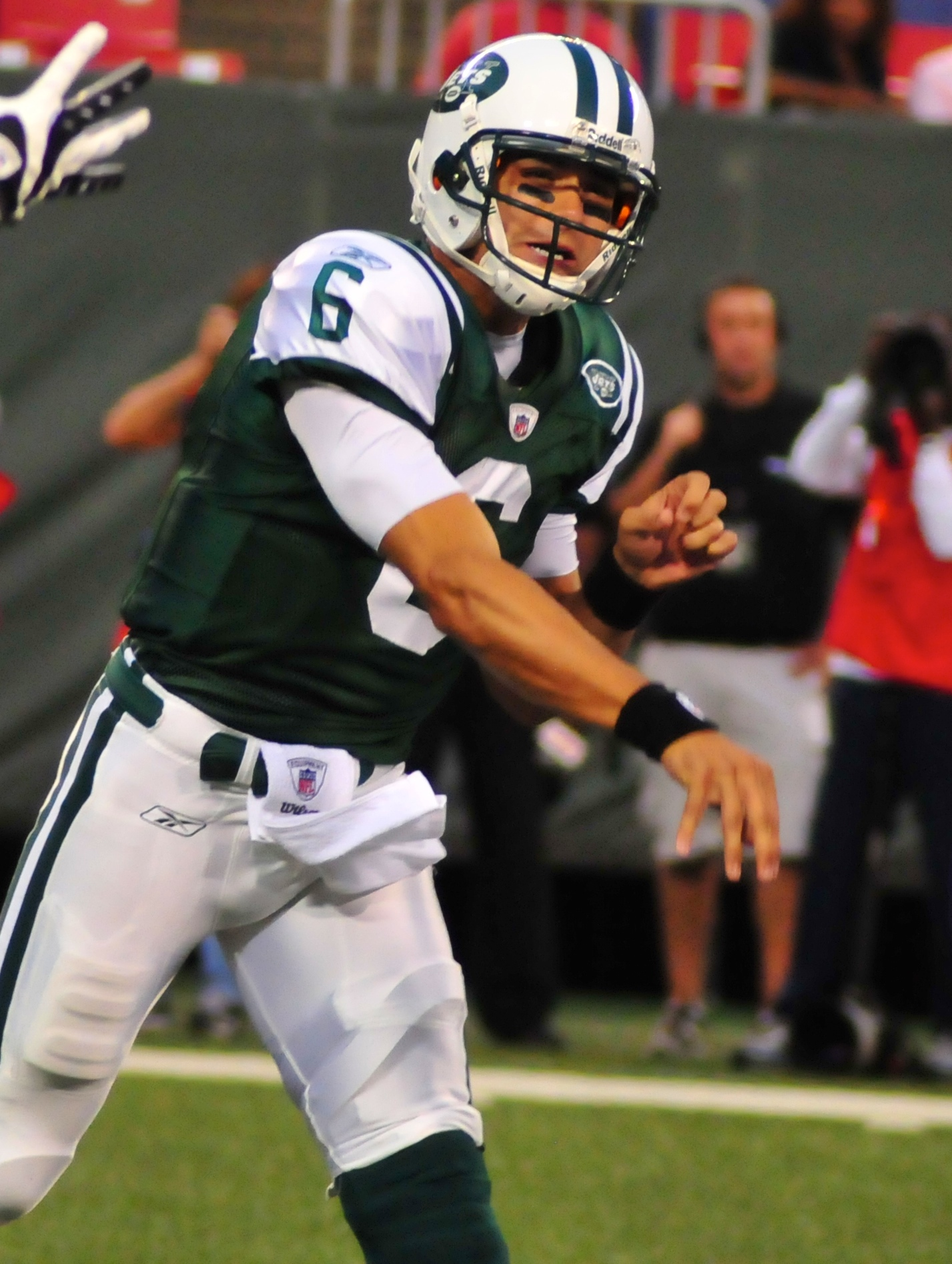
Mark Sanchez fu scelto come quinto assoluto nel draft 2009 dai Jets

| Scelte dei Jets nel Draft 2009 | Scelte dei Jets nel Draft 2009 | Scelte dei Jets nel Draft 2009 | Scelte dei Jets nel Draft 2009 | Scelte dei Jets nel Draft 2009 | Scelte dei Jets nel Draft 2009 |
| Ordine                         | Ordine                         | Nome                           | Ruolo                          | College                        | Note                           |
| Giro                           | Scelta                         | Nome                           | Ruolo                          | College                        | Note                           |
| ------------------------------ | ------------------------------ | ------------------------------ | ------------------------------ | ------------------------------ | ------------------------------ |
| 1                              | 5                              | Mark Sanchez                   | Quarterback                    | USC                            | Dai Cleveland Browns           |
| 3                              | 65                             | Shonn Greene                   | Running Back                   | Iowa                           | Dai Detroit Lions              |
| 6                              | 193                            | Matt Slauson                   | Guard                          | Nebraska                       |                                |

## Roster
| Roster dei New York Jets nel 2009 |
| --- |
| Quarterback - 10 Erik Ainge - 11 Kellen Clemens - 7 Kevin O'Connell - 6 Mark Sanchez Running Back - 23 Shonn Greene - 20 Thomas Jones - 49 Tony Richardson FB - 32 Chauncey Washington Wide Receiver - 87 David Clowney - 89 Jerricho Cotchery PR - 17 Braylon Edwards - 16 Brad Smith KR - 83 Danny Woodhead - 15 Wallace Wright Tight End - 84 Ben Hartsock - 81 Dustin Keller - 82 Matthew Mulligan Offensive Linemen - 66 Alan Faneca G - 60 D'Brickashaw Ferguson T - 78 Wayne Hunter T - 74 Nick Mangold C - 65 Brandon Moore G - 68 Matt Slauson G - 75 Robert Turner C - 67 Damien Woody T Defensive Linemen - 70 Mike DeVito DE - 93 Marques Douglas DE - 92 Shaun Ellis DE - 95 Howard Green NT - 79 Ropati Pitoitua DE - 91 Sione Pouha NT Linebacker - 54 Kenwin Cummings ILB - 51 Ryan Fowler ILB - 50 Vernon Gholston OLB - 52 David Harris ILB - 94 Marques Murrell OLB - 97 Calvin Pace OLB - 57 Bart Scott ILB - 99 Bryan Thomas OLB - 55 Jamaal Westerman OLB Defensive Back - 34 Marquice Cole CB - 30 Drew Coleman CB - 44 James Ihedigbo SS - 36 Jim Leonhard SS - 21 Dwight Lowery CB - 24 Darrelle Revis CB - 25 Kerry Rhodes FS - 26 Lito Sheppard CB - 33 Eric Smith FS - 27 Donald Strickland CB Special Team - 85 James Dearth LS - 3 Jay Feely K - 9 Steve Weatherford P Lista delle riserve - 88 Aundrae Allison WR (IR) - 53 Larry Izzo ILB (IR) - 77 Kris Jenkins NT (IR) - 29 Leon Washington RB (IR) |
| Legenda - I rookie sono in corsivo. - Il primo ruolo è il principale mentre gli eventuali successivi indicano i ruoli secondari. - (IR) sta per Injured Reserve ed indica la lista ristretta per un solo giocatore infortunato che può tornare ad allenarsi dopo la settimana 6 e a rientrare in prima squadra dopo che questa ha giocato 8 partite. - (NF-Inj.) / (NF-Ill.) stanno rispettivamente per Non-Football Injured e Non-Football Illness ed indicano le liste dove viene inserito un giocatore che ha un infortunio o una malattia non dipendente dal football americano. - (PUP) sta per Physically Unable to Perform ed indica la lista dove viene inserito un giocatore mentre è in attesa di recuperare la condizione fisica. Nella stagione regolare dopo la sesta partita giocata dalla propria squadra, il giocatore ha tempo tre settimane per riprendere ad allenarsi, più tre settimane aggiuntive dal suo rientro agli allenamenti per rientrare in prima squadra. |

### Calendario

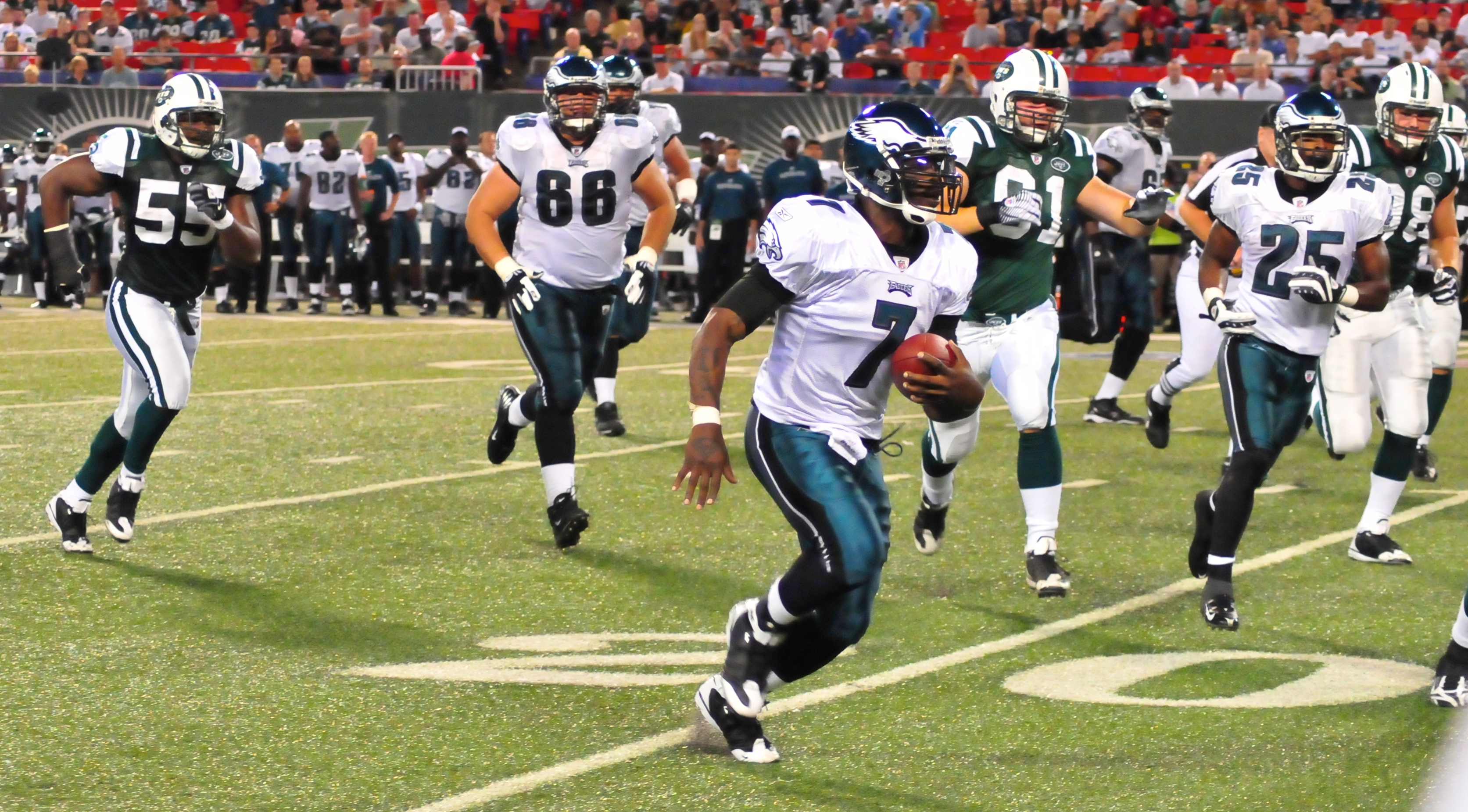
La gara contro gli Eagles del settembre 2009

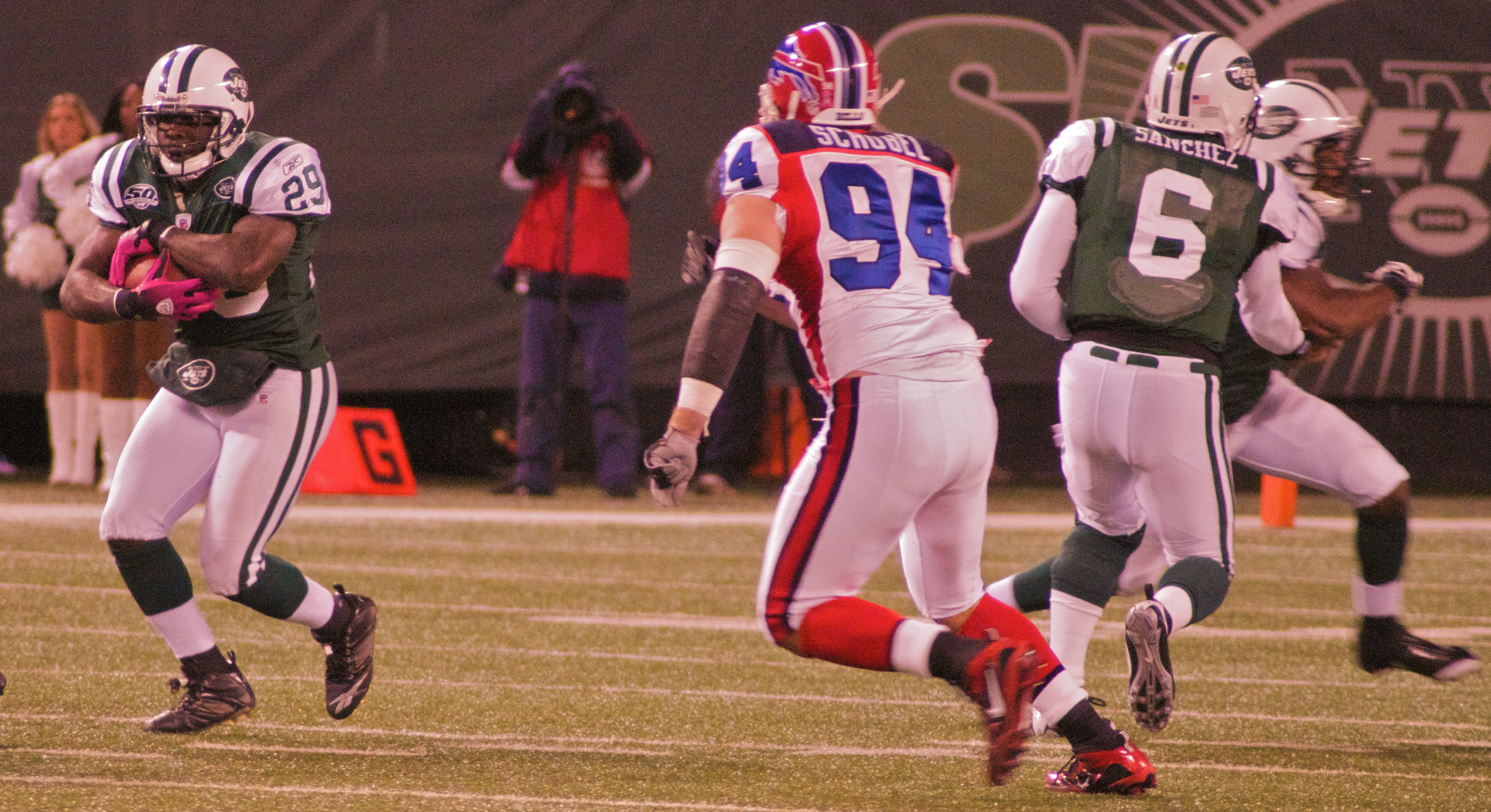
Leon Washington nella gara contro i Bills dell'ottobre 2009

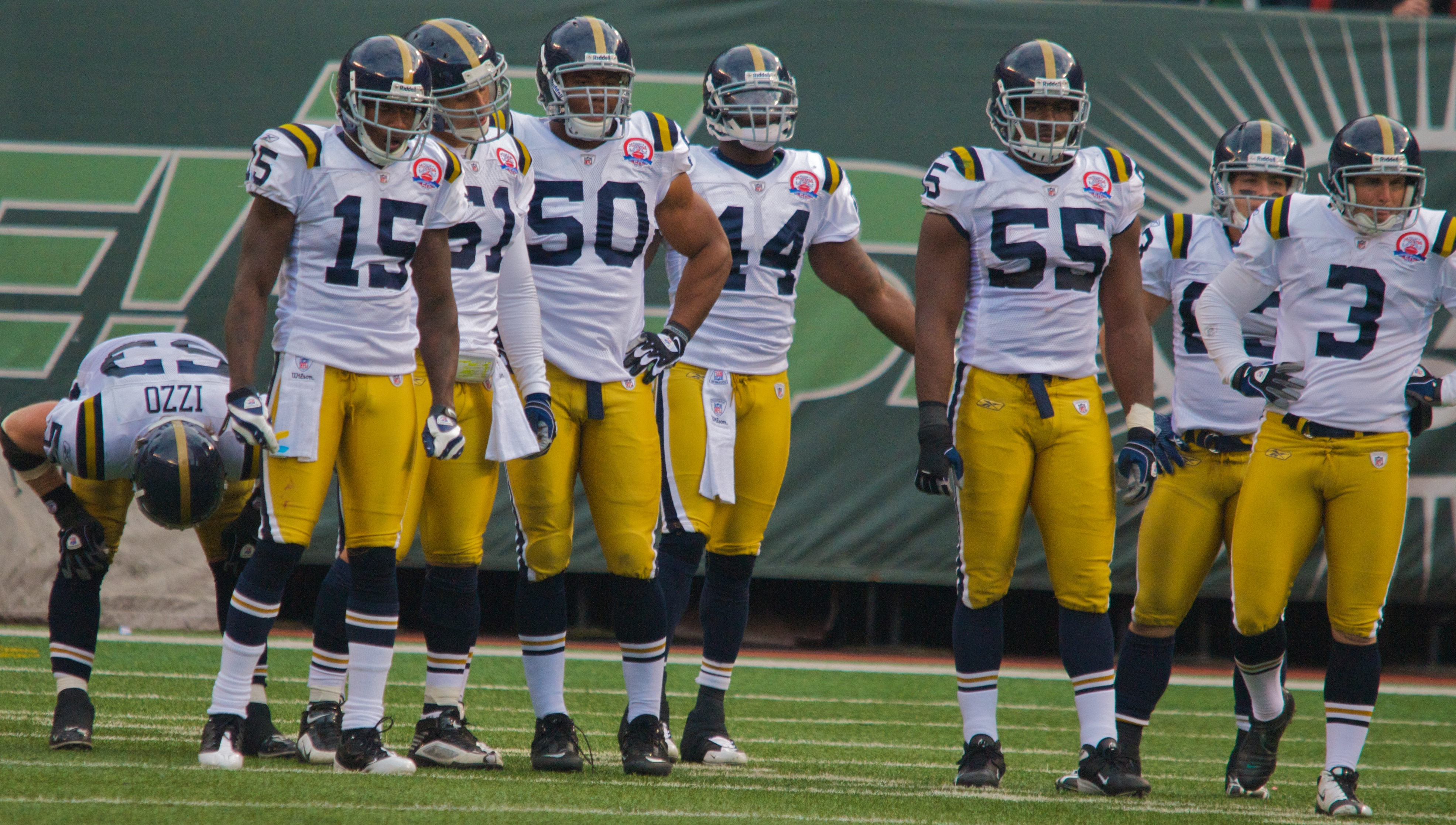
I Jets con le uniformi degli anni sessanta nella gara del novembre 2009 contro i Dolphins

| Stagione regolare | Stagione regolare       | Stagione regolare  | Stagione regolare  | Stagione regolare               | Stagione regolare  | Stagione regolare |
| Turno             | Avversario              | Risultato          | Risultato          | Stadio                          | TV                 |                   |
| Turno             | Avversario              | Punteggio          | Record             | Stadio                          | TV                 |                   |
| ----------------- | ----------------------- | ------------------ | ------------------ | ------------------------------- | ------------------ | ----------------- |
| 1                 | at Houston Texans       | V 24–7             | 1–0                | Reliant Stadium                 | CBS                |                   |
| 2                 | New England Patriots    | V 16–9             | 2–0                | Giants Stadium                  | CBS                |                   |
| 3                 | Tennessee Titans        | V 24–17            | 3–0                | Giants Stadium                  | CBS                |                   |
| 4                 | at New Orleans Saints   | S 24–10            | 3–1                | Louisiana Superdome             | CBS                |                   |
| 5                 | at Miami Dolphins       | S 31–27            | 3–2                | Land Shark Stadium              | ESPN               |                   |
| 6                 | Buffalo Bills           | S 16–13 (DTS)      | 3–3                | Giants Stadium                  | CBS                |                   |
| 7                 | at Oakland Raiders      | V 38–0             | 4–3                | Oakland–Alameda County Coliseum | CBS                |                   |
| 8                 | Miami Dolphins          | S 30–25            | 4–4                | Giants Stadium                  | CBS                |                   |
| 9                 | Settimana di pausa      | Settimana di pausa | Settimana di pausa | Settimana di pausa              | Settimana di pausa |                   |
| 10                | Jacksonville Jaguars    | S 24–22            | 4–5                | Giants Stadium                  | CBS                |                   |
| 11                | at New England Patriots | S 14–31            | 4–6                | Gillette Stadium                | CBS                |                   |
| 12                | Carolina Panthers       | V 17–6             | 5–6                | Giants Stadium                  | Fox                |                   |
| 13                | at Buffalo Bills        | V 19–13            | 6–6                | Rogers Centre, Toronto          | NFLN / WPIX        |                   |
| 14                | at Tampa Bay Buccaneers | V 26–3             | 7–6                | Raymond James Stadium           | CBS                |                   |
| 15                | Atlanta Falcons         | S 10–7             | 7–7                | Giants Stadium                  | Fox                |                   |
| 16                | at Indianapolis Colts   | V 29–15            | 8–7                | Lucas Oil Stadium               | CBS                |                   |
| 17                | Cincinnati Bengals      | V 37–0             | 9–7                | Giants Stadium                  | NBC                |                   |

### Playoff
| Stagione regolare | Stagione regolare | Stagione regolare | Stagione regolare         | Stagione regolare | Stagione regolare | Stagione regolare  | Stagione regolare | Stagione regolare |
| Turno             | Data              | Ora (ET)          | Avversario (seed)         | Risultato         | Risultato         | Stadio             | TV                | Sintesi           |
| Turno             | Data              | Ora (ET)          | Avversario (seed)         | Punteggio         | Record            | Stadio             | TV                | Sintesi           |
| ----------------- | ----------------- | ----------------- | ------------------------- | ----------------- | ----------------- | ------------------ | ----------------- | ----------------- |
| WC                | 9 gennaio         | 4:30 pm           | at Cincinnati Bengals (4) | V 24–14           | 1–0               | Paul Brown Stadium | NBC               |                   |
| DIV               | 17 gennaio        | 4:40 pm           | at San Diego Chargers (2) | V 17–14           | 2–0               | Qualcomm Stadium   | CBS               |                   |
| CONF              | 24 gennaio        | 3:00 pm           | at Indianapolis Colts (1) | S 30–17           | 2–1               | Lucas Oil Stadium  | CBS               |                   |

## Classifiche
| AFC East                 | AFC East | AFC East | AFC East | AFC East | AFC East | AFC East | AFC East | AFC East | AFC East |
|                          | V        | L        | T        | PCT      | DIV      | CONF     | PF       | PS       | STR      |
| ------------------------ | -------- | -------- | -------- | -------- | -------- | -------- | -------- | -------- | -------- |
| (3) New England Patriots | 10       | 6        | 0        | .625     | 4–2      | 7–5      | 427      | 285      | S1       |
| (5) New York Jets        | 9        | 7        | 0        | .563     | 2–4      | 7–5      | 348      | 236      | V2       |
| Miami Dolphins           | 7        | 9        | 0        | .438     | 4–2      | 5–7      | 360      | 390      | S3       |
| Buffalo Bills            | 6        | 10       | 0        | .375     | 2–4      | 4–8      | 258      | 326      | V1       |